# Heinrich Philipp Sextro

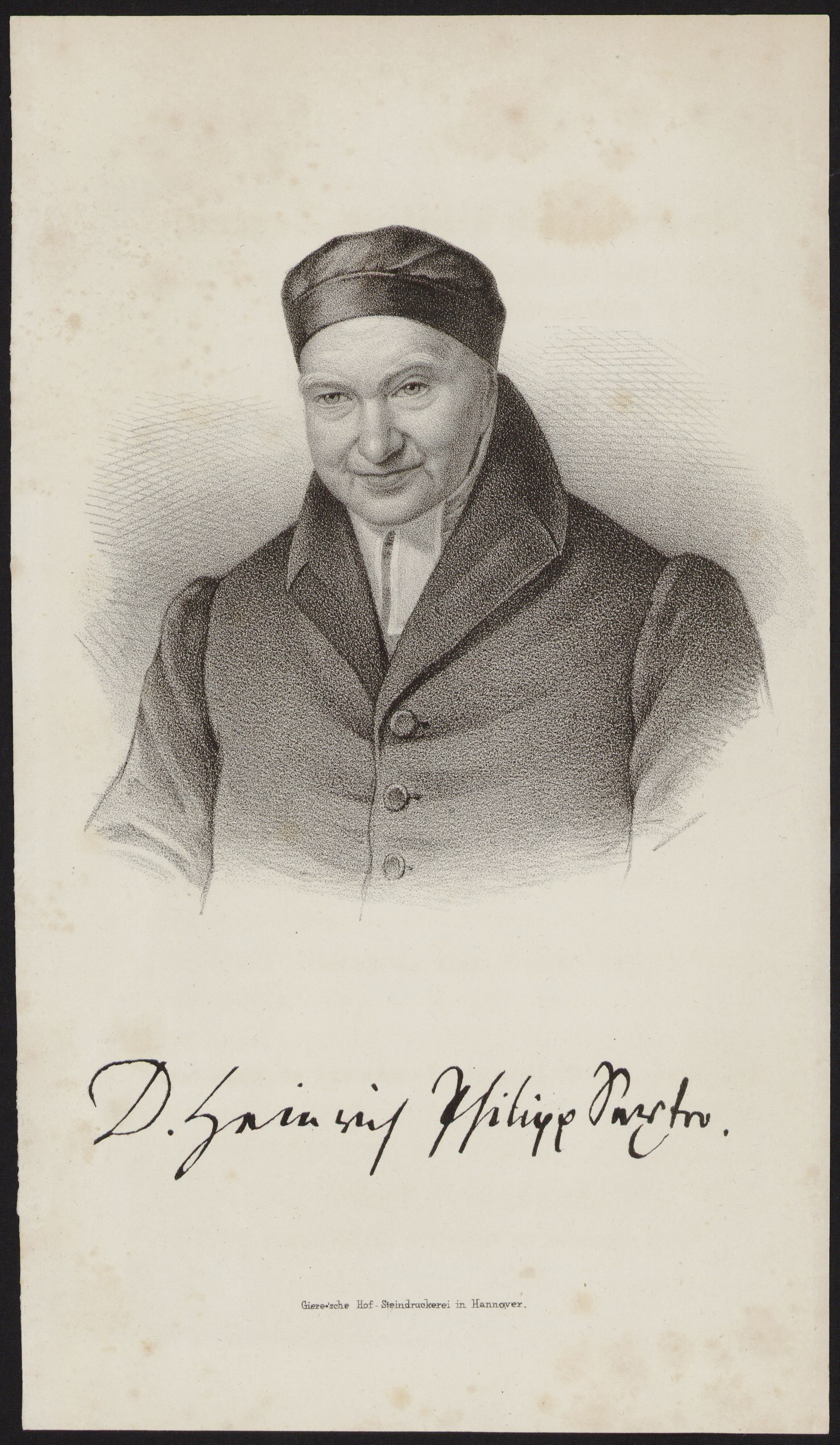
Brustbild und faksimilierter Namenszug des 1838 verstorbenen Theologen Heinrich Philipp Sextro aus der Hof-Steindruckerei von Julius Giere;
Sammlung Göttinger Universitätsgeschichte - Portraits der Niedersächsischen Staats- und Universitätsbibliothek Göttingen

Heinrich Philipp Sextro, auch: Sextroh (* 28. März 1746 in Bissendorf bei Osnabrück; † 12. Juni 1838 in Hannover) war ein deutscher lutherischer Theologe.

## Leben
Der Pfarrersohn verbrachte Kindheit und Jugend in Osnabrück. 1765 begann er das Studium der Theologie in Göttingen. 1767 wurde Sextro zum Konrektor einer Schule in Hameln berufen. 1772 wurde er Rektor des Lyceums in Hannover. 1779 übernahm er das Predigeramt St. Albani in Göttingen. 1784 erlangte er eine außerordentliche Professur für Theologie an der dortigen Universität. 1788 übernahm er schließlich eine ordentliche Professur an der Landes-Universität Helmstedt (Academia Julia). Zeitgleich war er Abt des Klosters Mariental, Generalsuperintendent und erster Pfarrer an der Stephanikirche in Helmstedt. Auf seine Veranlassung hin wurden in Hannover (ab 1790) zwei so genannte Industrieschulen errichtet. 1798 berief man ihn zum Konsistorialrat und zum 1. Hof- und Schlossprediger in Hannover. Von 1798 bis 1804 war er zugleich Generalsuperintendent von Hoya-Diepholz.
Ab 1811 wurde Philipp Heinrich Sextro in den Mitglieder-Verzeichnissen der Freimaurerloge Friedrich zum weißen Pferde gelistet.
Von dauernder Bedeutung sind Sextros Bemühungen um die Armenpflege und das Industrieschulwesen. Zusammen mit Ferdinand Kindermann und Joachim Heinrich Campe gilt er als Begründer des letzteren in Deutschland.

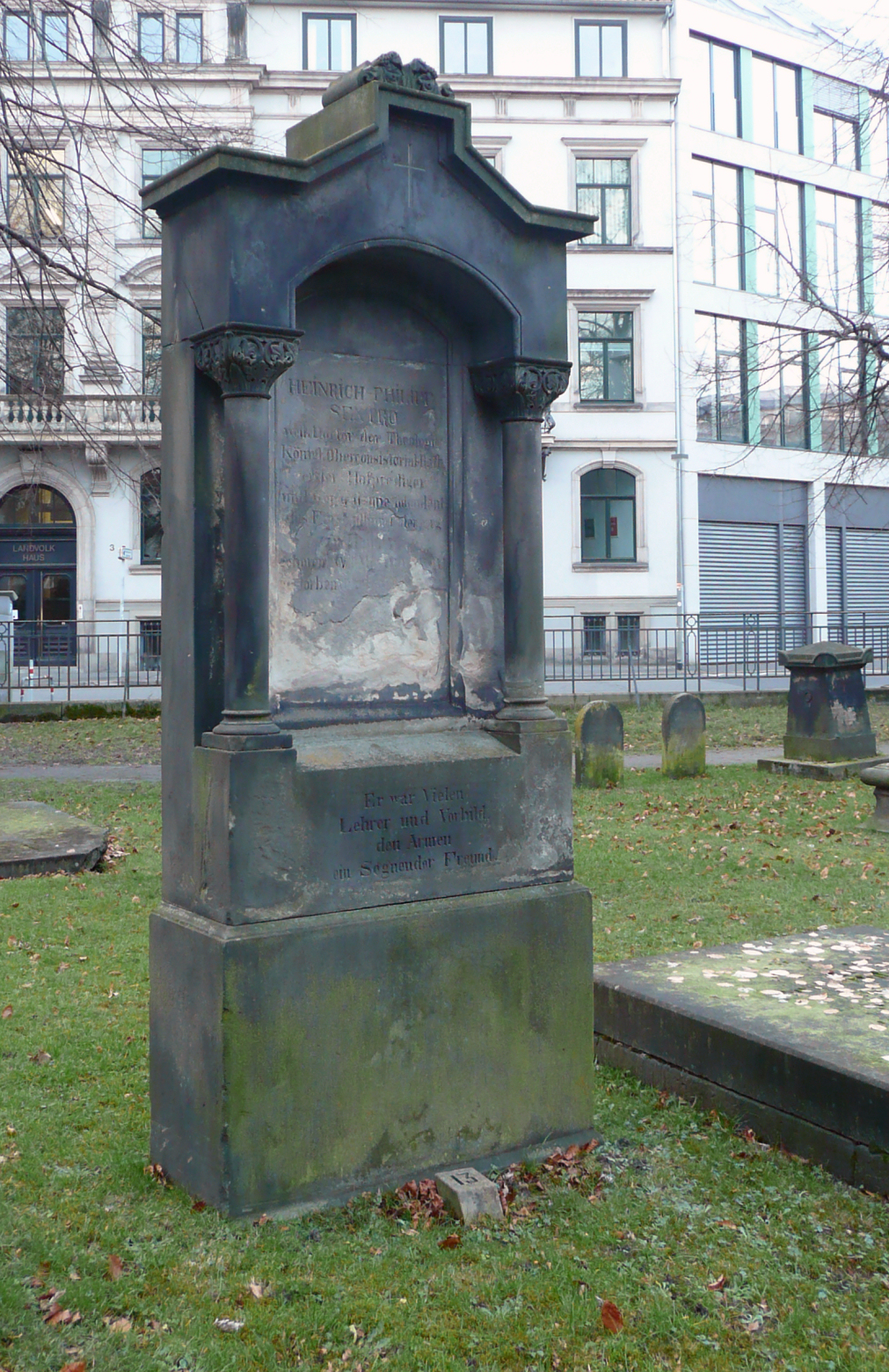
Grabmal auf dem Gartenfriedhof in Hannover

Sextros Grabmal findet sich auf dem Gartenfriedhof in Hannover.

## Ehrungen
- Die 1865 im hannoverschen Stadtteil Südstadt angelegte Sextrostraße wurde laut den Hannoverschen Geschichtsblättern von 1914 nach dem Schlossprediger benannt, „der sich um die Begründung der Blindenanstalt sehr verdient machte“.[4]

## Werke
- Über die Bildung der Jugend zur Industrie. Ein Fragment. Göttingen 1785 (Digitalisat der Bayerischen Staatsbibliothek).
- Honores in Theologia Svmmos Viro Reverendo Et Excellentissimo Iohanni Friderico Klevker ... Helmstadii 1791 Digitalisat